# Zesnutí přesvaté Bohorodice
Zesnutí přesvaté Bohorodice (slovensky Zosnutie Presvätej Bohorodičky, řecky Κοίμηση της Θεοτόκου, rusky Успе́ние Пресвято́й Богоро́дицы, ukrajinsky Успíння Пресвято́ї Богоро́диці) je svátek pravoslavné církve, zasvěcený památce zesnutí Matky Boží. Jeho analogií v katolické církvi je svátek Nanebevzetí Panny Marie.

## Význam
V pravoslaví se řadí mezi dvanáct velkých svátků (Zesnutí přesvaté Vládkyně naší Bohorodice a vždycky Panny Marie). Podle svaté tradice se v tento den apoštolové, kteří hlásali víru v různých zemích, shromáždili v Jeruzalémě, aby se rozloučili a uskutečnili pohřeb Panny Marie.
Jeruzalémská, ruská, gruzínská, srbská pravoslavná církev, stejně jako Ukrajinská řeckokatolická církev (na území Ukrajiny), starověrci a některé další slaví svátek Zesnutí 15. srpna podle juliánského kalendáře (ve 20.—21. století 15. srpna juliánského kalendáře odpovídá 28. srpnu podle gregoriánského kalendáře). Katolická církev, Řecká pravoslavná církev a řada dalších národních pravoslavných církví slaví 15. srpna podle gregoriánského kalendáře (dle nového stylu).

## Novozákonní dějiny
Kanonické texty nereferují o době ani o okolnostech skonu a pohřbu Bohorodice. Podle Nového Zákona ukřižovaný Kristus Matku svěřuje do péče svého nejbližšího učedníka, apoštola Jana, který ji od té chvíle “vzal k sobě“ (Jn 19:25-27) pod svou ochranu. Ona pak přebývala se všemi apoštoly v modlitbách (Sk 1:14) a v den letnic, stejně jako oni, přijala dar Svatého Ducha (Sk 2:1-14).

## Apokryfy
Události zesnutí a pohřbu Bohorodice jsou známy z několika apokryfů. Existuje nejméně 70 různých apokryfů napsaných v mnoha jazycích.

## Historie svátku

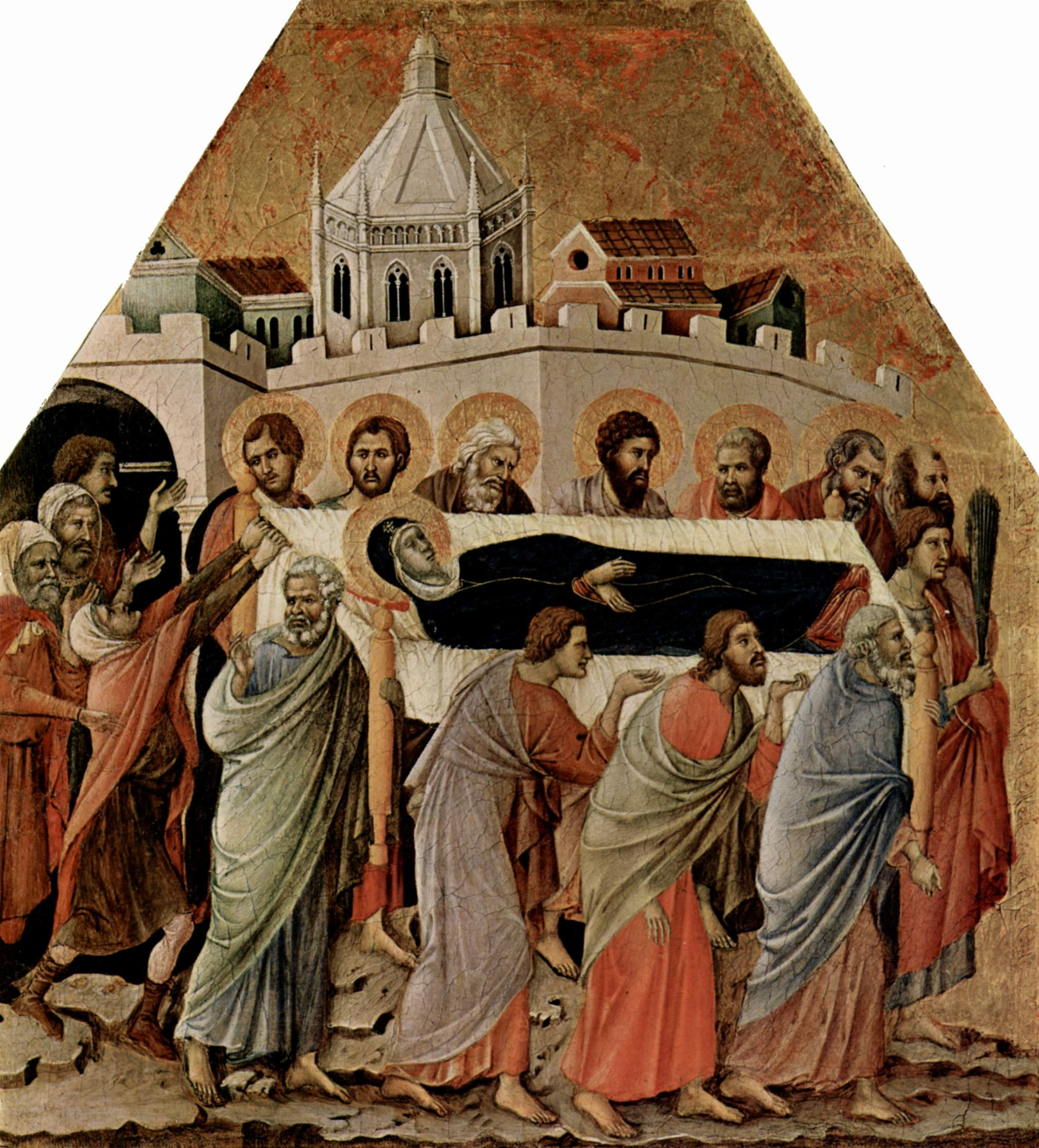
Pohřbení Bohorodice, Duccio di Buoninsegna

Na rozdíl od slavení svátků různých mučedníků v křesťanské církvi jsou svátky na počest Panny Marie pozdějšího původu. Pro jejich pojevení se bylo nezbytné pozdější teologické prohloubení dogmatu o vtělení, které mělo ochránit důstojnost Matky Boží před zásahy heretiků, k němuž došlo až na Efezském koncilu roku 431 a Chalkedonském koncilu roku 451. Teprve poté křesťanská církev věnovala pozornost osobnosti Marie a k svátku Zesnutí Bohorodice začínají spolehlivé zprávy v Řecké církvi až ke konci 6. století. Nikefor Kallistos Xanthopoulos dosvědčuje v Dějinách církve, že císař Maurikios vydal edikt, ve kterém ustanovil datum oslavy svátku Zesnutí Bohorodice na 15. srpen jako vděčnost za svá vítězství nad Peršany. 
V latinských církvích jsou doklady o Nanebevstoupení do 8. století velmi vzácné a tento svátek nebyl obecně rozšířen. Do Říma svátek nazvaný Dormitio Beatae Virginis (Nanebevzetí Panny Marie) přišel z Konstantinopole.

## Objevení se archanděla
Před svým zesnutím žila Bohorodice v Jeruzalémě, chodila se modlit na Golgotu a k Božímu hrobu. Jednou se jí během modlitby zjevil archanděl Gabriel a sdělil jí, že za tři dny odejde ke Kristu Bohu. O přijaté zprávě od archanděla Panna Maria informovala Josefa z Arimatie a vyslovila přání uvidět před svým zesnutím apoštoly. Matka Boží se rozloučila se všemi svými blízkými, vydala příkaz o naložení se svým majetkem a připravila se na smrt. Poté pokojně zesnula. 

## Pohřbení
Apoštolové pohřbili Bohorodici v jeskynní hrobce, kde již byli pohřbeni její rodiče svatý Jáchym a svatá Anna a také její zasnoubený manžel svatý Josef Snoubenec. Přečisté tělo Panny Marie nesli na márách ve slavnostním průvodu přes Jeruzalém. Po pohřbu apoštolové zavřeli vchod do hrobky kamenem a odešli. 

## Nanebevzetí Boží Matky
Jedna z verzí latinského apokryfu Přechod Marie (lat.Transitus Mariae) obsahuje doplňující podrobnosti související s nanebevzetím Boží Matky a je v ní zmíněno, že apoštol Tomáš se nezúčastnil pohřbení Bohorodice. Po jejím pohřbu byl apoštol Tomáš přenesen z Indie do Jeruzaléma a apoštolové třetího dne po pohřbu otevřeli hrobku, aby se Tomáš mohl přesvědčit o jejím pohřbení, avšak její tělo tam nebylo. 
V kondaku svátku Zesnutí se praví:
V přímluvách neúnavnou Bohorodici a jako zastánkyni neochvějnou naši naději hrob ani skonání nezajaly, neboť ji jako Matku Života do života přenesl Ten, kdo se usídlil v jejím lůně povždy panenském.
Katolická tradice klade zvláštní důraz na Nanebevzetí Matky Boží a její následnou korunovaci. Katolická církev uznává Nanebevzetí Matky Boží s duší a tělem jako dogma. Pohled pravoslavné církve na tuto problematiku není dosud jednoznačně formulován.

## Liturgická úcta

### Pravoslavná církev
V pravoslaví je svátek Zesnutí Bohorodice jedním z dvanácti velkých svátků a má jeden den předsvátku a osm dní po svátku. Svátku předchází dvoutýdenní Uspenský půst od 1. srpna do 14. srpna dle juliánského kalendáře (od 14. srpna do 27. srpna gregoriánského kalendáře), který je druhý nejpřísnější po Velkém půstu. 

### Ikonografie Zesnutí
Na ikonách Zesnutí přesvaté Bohorodice je Panna Marie zobražena ležící na smrtelném loži. U její hlavy a nohou stojí apoštolové a další svatí. Ve středu za ložem je s nebe sestupující Kristus, jenž do náruče bere čistou duši své Matky. Tato Duše je zobražena jako novorozené dítě, zabalená do bílých plen, jako obraz skutečnosti, že smrt každého člověka v pravoslaví je pojímána jako zrození do věčného života.

### Katolická církev
Katolíci o svátku Nanebevzetí Panny Marie oslavují Matku Boží, která se jako královna zjevila na trůnu po pravici Syna, a jež vzala po ochranu lidské pokolení a přimlouvá se za něj u Všemohoucího. Zesnutí Matky Boží slouží jako poučení, že smrt není konec lidské existence, ale pouze přechod ze země do nebe, od rozkladu a zkázy k věčné nesmrtelnosti. Svátek Nanebevzetí má postavení slavnosti, což je nejvyšší postavení v hierarchii katolických svátků. 